# AuronPlay
AuronPlay (castellà: Raúl Álvarez Genes)  (Badalona, 5 de novembre de 1988), àlies de Raúl Álvarez Genes o simplement «Auron», és un youtuber i streamer de Twitch català. Els seus vídeos consisteixen en crítiques de fenòmens d'Internet i contingut relacionat amb el gaming. Amb 28,4 milions de subscriptors al seu canal principal de YouTube el maig de 2021, és el tercer youtuber amb més subscripcions d'Espanya i compta amb un total de 3,727 mil milions de visites. A la plataforma Twitch disposa de més de 9,8 milions de seguidors i és el tercer amb més seguidors.

## Biografia
Quan tenia setze anys va començar a treballar en una companyia d'arts gràfiques i enquadernació, que va abandonar nou anys després per dedicar-se del tot a YouTube.
Va crear el seu primer canal de YouTube, AuronPlay el 28 de febrer de 2006. El seu nom d'usuari deriva del personatge Auron, del videojoc Final Fantasy X. En els primers vídeos, es tapava la cara amb una màscara, però després va deixar de fer-ho. A partir de l'any 2012, va començar la producció de vídeos en els quals criticava els fenòmens d'internet sense guió i amb una edició simple.
El gener de 2018, un vídeo en el qual criticava un nen que assetjava a youtubers populars es va convertir en el més vist de la seva carrera com a creador de contingut, i el març de 2021 tenia més de 41 milions de reproduccions. En un segon canal, Auron penjava inicialment vídeos de creació d'escenes i preses falses i, posteriorment, directes editats de Twitch, on va aconseguir els 10 milions de subscriptors al gener de 2021.
Des de setembre de 2019 retransmet contingut relacionat amb el gaming i el Just Chatting a Twitch, entre ells a Grand Theft Auto V, del que va crear un servidor propi, InfamesRP el 2021. El setembre de 2021 el seu compte fou suspès per causa d'un vídeo en el qual es podia apreciar un nen ensenyant-li les natges a la persona que el gravava.

## Vida privada
Entre 2013 i 2021 va mantenir una relació amb la model espanyola Sara Moledo, més coneguda com Bjean o Biyin.

## Imatge pública
L'octubre de 2020, va aparèixer en la llista dels 100 millors influencers d'Espanya de l'any, organitzada per la revista Forbes. Hi ha mems a Internet que l'associen a suposats càrrecs d'abús policial, inducció al suïcidi o terrorisme, els quals solen tornar-se virals i convertir-se en fake news.
El juny de 2019, per mitjà de Twitter, el president d'El Salvador Nayib Bukele, el va nomenar a «ministre de YouTube» del seu país per «Decret presidencial».

## Polèmiques

### Gran Hermano VIP
El 2015, va realitzar un vídeo en el qual criticava la tercera edició de la versió espanyola del programa Gran Hermano VIP; al final d'aquest vídeo, AuronPlay va promocionar el hashtag #GranHermanoVIH, un joc de paraules entre el nom del programa i les sigles del virus de la immunodeficiència humana (VIH). Va rebre moltes crítiques i va haver de retractar-se de les seves paraules. El nom del hashtag va canviar posteriorment a #GHVIPesBASURA, i es va convertir en la tendència número 1 de Twitter a escala global durant la nit del 16 de gener de 2015.

### Empresa de fusta
Juntament amb el youtuber Wismichu, el 2016 va pujar un vídeo en el qual realitzava diverses bromes telefòniques a diferents empreses de fusta espanyoles. Un suposat amo d'una de les empreses que havien rebut les trucades (resident a Còrdova, Andalusia) va denunciar els youtubers davant la policia espanyola, i informant del fet a Canal Sur Televisión; igualment va assegurar que li van començar a arribar una gran quantitat de trucades, provinents els subscriptors de tots dos. AuronPlay i Wismichu, per la seva banda, es van defensar de les acusacions al·legant que en el seu vídeo no s'havia mostrat cap número telefònic i que no havien realitzat trucades a persones de Còrdova, sinó de Galícia i Catalunya, i que ells sí que tenien permís de publicar les trucades que van fer.

### Josep Maria Bartomeu
El 2017, a causa de la renúncia de Neymar del Futbol Club Barcelona, els seguidors d'aquest club de futbol van començar a criticar el president de l'equip en aquell moment, Josep Maria Bartomeu. AuronPlay va començar a fer broma de la situació a les xarxes socials, referint-se a Bartomeu com "Nobita" (apel·lant a la similitud física entre Bartomeu i Nobita Nobi, personatge de Doraemon) en les publicacions en les quals feia aquests acudits. L'octubre de 2018, va ser notificat d'una denúncia penal feta per Bartomeu davant la Policia d'Espanya per, segons assegura la denúncia, «proferir comentaris contra el Futbol Club Barcelona, el jugador Neymar i el president Bartomeu». La justícia espanyola va decidir finalment rebutjar la denúncia de Bartomeu. Bartomeu i AuronPlay posteriorment van decidir reconciliar-se al desembre de 2019 en el Camp Nou.

## Filantropia
A l'inici de 2020, en el context de la pandèmia de COVID-19, va decidir donar set mil màscares a l'Institut Català de la Salut. A la fi del mateix any, va realitzar una transmissió en viu amb la finalitat de recaptar fons destinats a la Federació Espanyola de Bancs d'Aliments; la transmissió va rebre aproximadament 101.000 euros, superant l'objectiu original de 80.000 euros.

## Participació en altres mitjans

### Entreteniment sota demanda
Durant 2018, va realitzar entrevistes a youtubers i streamers per a la marca Flooxer, pertanyent a Atresmedia; entre ells: Lolito, i Ibai Llanos. El 2020, per a la mateixa plataforma va presentar la sèrie «Ritmo Cardíaco» (Ritme Cardíac), que consistia en posar nerviós un convidat. El seu primer episodi, amb la participació de Hamza Zaidi, va ser pujat en conjunt al seu canal principal i a Flooxer el 15 de març de 2020.

### Venda de mascaretes
El desembre del mateix any, va posar a la venda una línia de màscares titulada «Auron Mask».

### Teatre
A partir de 2015, va començar a realitzar xous de teatre al costat de Wismichu sota la direcció de la productora YouPlanet, fundada per ells mateixos.
- Teatre Cervantes (Màlaga, 2015)
- Teatre de la Laboral (Gijón, 2015)
- Teatre Afundación (Vigo, 2016)

### Llibres
- Del pitjor, el millor. Els consells d'Auron (2015)
- AuronPlay, el llibre (2016)
- El joc del hater (2017)